# Nahuel González
Nahuel González López, né le 31 octobre 1995 à Gandia (province de Valence), est un homme politique espagnol, membre de la Gauche unie du Pays valencien (EUPV).
Employé dans le secteur culturel, il est conseiller de Gandia entre 2015 et 2023, puis devient coordinateur local de la fédération d'EUPV et participe à création de la coalition locale de Més Gandia, pour gouverner la ville avec le Parti socialiste (PSPV-PSOE). Il est élu député au Congrès en 2023.

## Biographie

### Travailleur à 16 ans, étudiant et salarié du secteur culturel
Nahuel González est né le 31 octobre 1995 à Gandia, dans la province de Valence. Il est le fils d'immigrés argentins, ayant fui la dictature militaire dans les années 1980. Sa mère a lutté contre la dictature et a du fuir l'Argentine.
Il travaille dans l'hôtellerie à l'âge de 16 ans. Il rentre à l'université en 2014, à l'âge de 25 ans. Parallèlement, entre 2010 et 2015, il est salarié dans le secteur culturel et réalise divers évènements et festivals, liés à la culture.

### Parcours politique

#### Membre d'EUPV et conseiller de Gandia
Dès son plus jeune âge, il s'implique dans le syndicalisme étudiant et dans les mouvements sociaux et les mouvements environnementaux. En 2009, il décide de rejoindre la Gauche unie du Pays valencien.
En 2011, après sa participation au mouvement des Indignés, il s'implique davantage en politique et rejoint Izquierda Unida.
En 2012, il assume la coordination de son parti à Gandia avec l’objectif d’intégrer Esquerra Unida au gouvernement de Gandia. En 2015, il participe à la création de la coalition locale Més Gandia, composée de Compromís, Podem Comunitat Valenciana et la Gauche unie du Pays valencien.
Cette dernière dirige la ville de Gandia, en coalition avec le PSPV-PSOE, à partir des élections municipales de 2015 et jusqu'aux élections de 2023.
En 2015, il est élu conseiller de Gandia. Il est réélu lors des élections de 2019, il reste en fonction jusqu'en juin 2023.

#### Député aux Cortes Generales
En juin 2023, il est investi troisième sur la liste de la coalition Sumar - Compromís dans la province de Valence pour les élections générales de juillet 2023. Il est élu député aux Cortes Generales, la coalition obtenant 240 712 voix et trois élus.